# Municipio de Lingo
El municipio de Lingo (en inglés: Lingo Township) es un municipio ubicado en el condado de Macon en el estado estadounidense de Misuri. En el año 2010 tenía una población de 492 habitantes y una densidad poblacional de 3,92 personas por km².

## Geografía
El municipio de Lingo se encuentra ubicado en las coordenadas 39°44′3″N 92°47′35″O / 39.73417, -92.79306. Según la Oficina del Censo de los Estados Unidos, el municipio tiene una superficie total de 125.47 km², de la cual 125,05 km² corresponden a tierra firme y (0,33 %) 0,42 km² es agua.

## Demografía
Según el censo de 2010, había 492 personas residiendo en el municipio de Lingo. La densidad de población era de 3,92 hab./km². De los 492 habitantes, el municipio de Lingo estaba compuesto por el 96,95 % blancos, el 0,41 % eran amerindios, el 2,03 % eran asiáticos y el 0,61 % eran de una mezcla de razas. Del total de la población el 1,22 % eran hispanos o latinos de cualquier raza.